# Viajeros (película)
Viajeros es una película dominicana del 2006. Se estrenó el 31 de agosto de 2006.

## Sinopsis
Trata sobre los viajes ilegales en yola de aquellos dominicanos que parten hacia la vecina isla de Puerto Rico en busca de mejor vida. Varias historias se cruzan dentro de un panorama de sueños y tragedias. 

## Reparto
- Frank Perozo como (Juan).
- Richard Douglas como (Richard).
- Nashla Bogaert como (Romelia).
- Sergio Carlo como (Johnny).
- Carlos Alfredo como (Carlos).
- Rita García Grullón como (Rosa).
- José Guillermo Cortines como (El abogado).
- Antonio Melenciano como (Cocodrilo).

- Datos: Q12221206